# Holmenkollen
Holmenkollen je 371 m visoka gora severozahodno od norveške prestolnice Oslo. Stanovanjsko območje Holmenkollen je na južnih pobočjih gore in je del okrožja Vestre Aker. Z izgradnjo Holmenkollenbanen v poznem 19. stoletju je bilo območje odprto za poselitev in turizem. Danes je vlak del podzemne železnice v Oslu in povezuje okrožja okoli Holmenkollna s prestolnico.

## Športni objekti
Prebivalci Osla okolico Holmenkollna že dolgo uporabljajo kot športni objekt za rekreativne in profesionalne športnike.
Holmenkollbakken naj bi bila najstarejša smučarska skakalnica na svetu in je najbolj obiskana turistična atrakcija Osla. Prva tekmovanja so bila organizirana leta 1892. Le nekaj sto metrov od Holmenkollbakken, na drugi strani stadiona za biatlon in tek na smučeh, je skakalnica Midtstuen s skupno petimi skakalnicami.
Svetovna prvenstva v nordijskem smučanju v letih 1930, 1966, 1982 in 2011 so potekala na Holmenkollnu.
Stadion za biatlon in tek na smučeh s streliščem ter štartnim in ciljnim območjem med Holmenkollbakkenom in Midstuenom vključuje veliko kilometrov prog, ki se raztezajo v gozdove Marke, ki mejijo na severu. V letih 1986, 2000 in 2016 so tam potekala svetovna prvenstva v biatlonu. Del svetovnega prvenstva v biatlonu 1990 in 1999 je potekal kot del svetovnega pokala, ker vremenske razmere v Minsku in Kontiolahtiju niso mogle izvesti. Svetovno prvenstvo v množičnem štartu je bilo leta 2002 - tudi kot del tekem svetovnega pokala - saj ta tekmovanja še niso bila del programa zimskih olimpijskih iger 2002.
Na Holmenkollnu so potekale tudi nordijske prireditve zimskih olimpijskih iger 1952.

### Holmenkollbakken
Holmenkollbakken je smučarska skakalnica na gori Holmenkollen v metropolitanskem območju Osla, glavnega mesta Norveške. Velja za najstarejšo skakalnico na svetu. Vendar pa je bil kompleks, ki je bil zgrajen proti koncu 19. stoletja, večkrat prezidan. Današnji objekti so precej novejši in so bili zgrajeni jeseni 2008 po rušenju prejšnjih objektov. Prva tekma v smučarskih skokih na Holmenkollnu je bila 31. januarja 1892, prvi rekord v smučarskih skokih je postavil Arne Ustvedt z 21,5 metra. Leta 1952 so na Holmenkollnu potekale zimske olimpijske igre. Tukaj potekajo tekme svetovnega pokala v smučarskih skokih, teku na smučeh, nordijski kombinaciji in biatlonu[2], ki vsako leto privabijo več deset tisoč obiskovalcev. Marca 2013 je prvič potekal svetovni pokal v smučarskih skokih za ženske. To je bil prvi veliki svetovni pokal v smučarskih skokih v zgodovini ženskih smučarskih skokov.
Jeseni 2008 se je začela rušitev armiranobetonskega hriba in njegova zamenjava z novogradnjo. Izvedba dolgo načrtovanega projekta je bila delno odvisna od razpleta svetovnega prvenstva v nordijskem smučanju 2011, na katerega so se prijavili Oslo-Holmenkollen, Zakopane (Poljska) in Val di Fiemme (Italija). Ta odločitev je bila sprejeta 25. maja 2006 v korist mesta Oslo. Septembra 2008 so začeli z rušenjem tribun, skakalnico so demontirali 16. oktobra. Spektakularna jeklena novogradnja v konzolni konstrukciji se je začela graditi spomladi 2009. Zaradi prenove v sezoni 2008/09 na Holmenkollnu ni bilo tekmovanj. Pri predelavi je bil le nekoliko spremenjen profil doskočišča, tako da je K-točka nove skakalnice 120 metrov.

## Smučarski muzej
Smučarski muzej na Holmenkollnu je neposredno ob skakalnici. Ustanovljen je bil leta 1923 in je najstarejši smučarski muzej na svetu.

## Kapela
Kapela v Holmenkollnu je bila zgrajena leta 1903. Po požigu leta 1992 je bila stavba obnovljena. Nova kapela je bila posvečena leta 1996.